# Grevskabet Ledreborg
Grevskabet Ledreborg var et dansk grevskab oprettet 23. marts 1746 for Johan Ludvig Holstein af hovedgårdene Ledreborg og Skullerupholm samt Hulegården, Kornerupgård, Breientvedgården, Bonderup (solgt 1764), Næsbyholm (solgt 1764) og Bavelse (solgt 1764). Grevskabet blev opløst ved lensafløsningen i 1926.

## Besiddere af lenet
- 1746-1763 Johan Ludvig Holstein
- 1763-1799 Christian Frederik Holstein
- 1799-1853 Christian Edzard Holstein
- 1853-1895 Christian Edzard Moritz Holstein
- 1895-1909 Ludvig Holstein
- 1909-1926 Josef Holstein (død 1951)